# Cheider
Joodse Kindergemeenschap Cheider is een orthodox joodse school voor basis- en voortgezet onderwijs in de Amsterdamse wijk Buitenveldert. Het is de enige orthodox joodse school in Nederland.
Aan jongens en meisjes wordt apart lesgegeven (aparte klassen, gescheiden onderwijs binnen één school). Het onderwijs bestaat uit de profane (reguliere) vakken en de joodse vakken (deels verschillend voor jongens en meisjes).

## Achtergrond

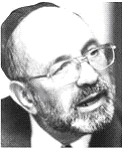
Adje Cohen in 1980

Het Hebreeuwse woord cheider betekent 'kamer'. Dit is de aloude Asjkenazische aanduiding voor het traditionele joodse onderwijs in de diaspora, dat soms in de huiskamer van de godsdienstleraar werd gegeven.
In 1974 is het Cheider opgericht door oud-verzetsstrijder Adje Cohen. Wat begon met vijf kinderen in de huiskamer van A. Cohen groeide uit tot een school die onderwijs biedt voor kinderen vanaf het begin van de kleuterschool tot het einde van de middelbare school.
Door de jaren heen is het aantal leerlingen van het Cheider sterk toegenomen. Veel orthodoxe gezinnen zouden zonder het bestaan van het Cheider niet in Nederland blijven wonen: het orthodoxe jodendom vereist dat jongens en meisjes gescheiden leren, en religieuze gezinnen zouden zonder een gescheiden school naar andere landen verhuizen.

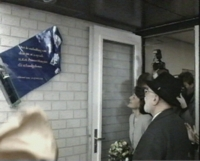
Prinses Margriet bij de opening van het nieuwe gebouw van het Cheider in 1993. Op de voorgrond staat Adje Cohen.

In 1993 verhuisde het Cheider met 230 leerlingen en 60 medewerkers naar het pand aan de Zeelandstraat 11 in Amsterdam-Buitenveldert. Bij de opening waren vele prominente Nederlanders aanwezig. Het nieuwe gebouw werd geopend door prinses Margriet.
De school is een van de twee joodse scholen voor voortgezet onderwijs in Nederland; de andere school, met een seculiere opzet, is het Maimonides, onderdeel van het Joods Bijzonder Onderwijs.

## Onderwijs

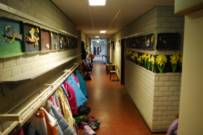
Kleuterafdeling van het Cheider

Peuteropvang, basis-, voortgezet (vmbo, havo en vwo) en speciaal onderwijs zijn in één school verenigd. Het basisschoolonderwijs wordt gegeven volgens het Montessori-programma.
Daarnaast neemt ook het specifiek joods onderwijs een grote plaats in. Al op hun vierde jaar leren de kinderen het Hebreeuwse alfabet. Later verdiepen zij zich in de Thora, de joodse wetten, de Sabbat, de joodse feesten en hun achtergrond, Misjna en Talmoed (de mondelinge leer), joodse geschiedenis, Hebreeuws, Aramees, Jiddisch, Israël.
Verder wordt elke dag begonnen met een gebedsdienst. Het joodse perspectief bepaalt ook het omgaan met het seculiere onderwijs. Biologie, geschiedenis en literatuur worden behandeld vanuit de joodse visie waardoor het lesmateriaal voor die vakken moet worden gecensureerd.

## Zaak Ephraïm S.
In mei 2018 werd voormalig leraar aan het Cheider, Ephraïm S., tot twee jaar gevangenisstraf veroordeeld voor het plegen van seksueel misbruik van een 13-jarige leerling in 2012. De Onderwijsinspectie bekritiseerde de school wegens het onnodig wachten met het doen van aangifte. In hoger beroep is de voormalige leraar vrijgesproken.

## Kritiek van de Onderwijsinspectie
In 2018 constateerde de Onderwijsinspectie dat het Cheider religieuze argumenten zwaarder laat wegen dan wettelijke voorschriften en dat de sociale veiligheid op de school niet in orde is. Verder werd er volgens de Onderwijsinspectie te weinig les gegeven over seksualiteit. De Onderwijsinspectie bekritiseerde de houding van het bestuur van de school omdat die zich onvoldoende in zou spannen zich te houden aan de Nederlandse wet. Als voorbeelden werden genoemd dat er voor het middelbaar onderwijs geen medezeggenschapsraad met ouders en personeel is en dat er les wordt gegeven door docenten die niet bevoegd zijn. Naar aanleiding van deze bevindingen kondigde het Ministerie van Onderwijs, Cultuur en Wetenschap bekostigingsmaatregelen aan tegen de school. Na inmenging van de Raad van State is de bekostigingsmaatregel ingetrokken omdat het voortbestaan van de school op het spel stond. De rechter ging daar in mee. In 2021 deden ouders hun beklag dat de veranderingen niet of te langzaam werden doorgevoerd. De directeur Richard van Kalderen zou niet goed functioneren en slechts zijn aangetrokken wegens zijn joodse identiteit.

## Beveiliging
Vanwege terreurdreiging wordt de school zwaar beveiligd. Zo is de school aan alle kanten omheind met een meer dan twee meter hoog ondoorzichtig stalen hek met scherpe punten aan de bovenkant. Verder zijn er op de stoep rond de school palen aangebracht om voertuigen tegen te houden. Ook zijn er op het terrein en in de school meerdere beveiligingscamera's aanwezig. De toegang tot het terrein gaat via een sluis met twee stalen deuren, die permanent door beveiligingsmedewerkers wordt bewaakt. Beveiligingsmedewerkers gaan ook mee op schooluitstapjes om de leerlingen te beveiligen. Rond de school patrouilleert de Koninklijke Marechaussee en staat er een mobiele politiepost. Iedere ochtend wordt de school gecontroleerd en worden rond de school geparkeerde auto's in de gaten gehouden. Een speciale stichting Vrienden van het Cheider zet zich sinds 1987 in voor het inzamelen van geld ten behoeve van de intensieve beveiliging van het Cheider. In januari 2015 werd de school een dag gesloten en werden er vervolgens verhoogde veiligheidsmaatregelen ingesteld na een schietpartij in een Joodse supermarkt in Parijs en een antiterreuractie in het Belgische Verviers.